# Unterseeboot 451
L'Unterseeboot 451 ou U-451 est un U-Boot type VIIC utilisé par la Kriegsmarine pendant la Seconde Guerre mondiale.
Le sous-marin fut commandé le 30 octobre 1939 à Kiel (Deutsche Werke), sa quille fut posée le 18 mai 1940, il fut lancé le 5 mars 1941 et mis en service le 3 mai 1941, sous le commandement du Korvettenkapitän Eberhard Hoffmann.
Il fut coulé en décembre 1941 dans l'Atlantique Nord.

## Conception
Unterseeboot type VII, l'U-451 avait un déplacement de 769 tonnes en surface et 871 tonnes en plongée. Il avait une longueur totale de 67,10 m, un maître-bau de 6,20 m, une hauteur de 9,60 m, et un tirant d'eau de 4,74 m. Le sous-marin était propulsé par deux hélices de 1,23 m, deux moteurs diesel Germaniawerft M6V 40/46 de 6 cylindres en ligne de 1 400 cv à 470 tr/min, produisant un total de 2 060 à 2 350 kW en surface et de deux moteurs électriques Brown, Boveri & Cie GG UB 720/8 de 375 cv à 295 tr/min, produisant un total 550 kW, en plongée. Le sous-marin avait une vitesse en surface de 17,7 nœuds (32,8 km/h) et une vitesse de 7,6 nœuds (14,1 km/h) en plongée. Immergé, il avait un rayon d'action de 80 milles marins (150 km) à 4 nœuds (7,4 km/h; 4,6 milles par heure), et pouvait atteindre une profondeur de 230 m. En surface son rayon d'action était de 8 500 milles nautiques (soit 15 700 km) à 10 nœuds (19 km/h). 
L'U-451 était équipé de cinq tubes lance-torpilles de 53,3 cm (quatre montés à l'avant et un à l'arrière) qui contenait quatorze torpilles. Il était équipé d'un canon de 8,8 cm SK C/35 (220 coups) et d'un canon antiaérien de 20 mm Flak. Il pouvait transporter 26 mines TMA ou 39 mines TMB. Son équipage comprenait 4 officiers et 40 à 56 sous-mariniers.

## Historique
Il servit dans la 3. Unterseebootsflottille (flottille d'entrainement et de combat) jusqu'à sa perte.
Il navigua dans les eaux norvégiennes entre le 23 juin et le 24 juillet 1941.
Sa première patrouille d'une durée de 14 jours, au départ de Kirkenes, se déroule en mer de Barents, où il coule un navire de guerre soviétique de 550 tonnes le 10 août. Il rentre à Kirkenes deux jours plus tard.
Sa deuxième patrouille, la plus longue de sa carrière, dura 25 jours. Il accosta à Kiel le 25 septembre.
Sa troisième patrouille du 25 novembre au 12 décembre 1941, le fait naviguer au large des côtes françaises. Il arriva à Lorient, en France occupée après 18 jours en mer.
Sa quatrième et dernière sortie commença le 15 décembre 1941 au départ de Lorient. Il navigua dans le golfe de Gascogne et dans l'Atlantique Nord, jusqu'au nord des Açores. Il fut ensuite affecté en Méditerranée.
Lorsqu'il passa Gibraltar dans la nuit du 21 décembre 1941, il fut repéré et coulé au large de Tanger (Maroc) à la position 35° 55′ N, 6° 08′ O, à 18 km au nord-ouest du Cap Spartel, par un Fairey Swordfish de la 812e escadron. L'U-451 fut détecté une première fois par un radar d'un navire de surface situé à environ 3 kilomètres. Il fut repéré une deuxième fois par l'aviation britannique qui passa à l'attaque. Malgré le brouillard, il fut envoyé par le fond par trois charges de profondeur dont une qui explosa immédiatement sous le U-Boot. Deux grandes taches d'huile de 300 mètres de diamètre furent observés sur le lieu du naufrage. Il y a également un survivant, l'Oberleutnant zur See Walter Köhler. Il déclara qu'il était sur le pont avec trois autres membres d'équipage au moment de l'attaque. Se sachant perdu, il se jeta à l'eau et nagea pendant une heure et demie avant d'être secouru par la corvette HMS Myosotis.
44 des 45 membres d'équipage meurent dans cette attaque. 

## Affectations
- 3. Unterseebootsflottille du 3 mai 1941 au 1er juillet 1941 (Période de formation).
- 3. Unterseebootsflottille du 1er juillet 1941 au 21 décembre 1941 (Unité combattante).

## Commandement
- Korvettenkapitän Eberhard Hoffmann du 3 mai 1941 au 21 décembre 1941.

## Patrouilles
|       | Commandant                | Départ            | Départ    | Arrivée           | Arrivée   | Jours    | Succès |
| ----- | ------------------------- | ----------------- | --------- | ----------------- | --------- | -------- | ------ |
|       | Kptlt. Eberhard Hoffmann  | 23 juin 1941      | Kiel      | 24 juin 1941      | Horten    | 2 jours  |        |
|       | Kptlt. Eberhard Hoffmann  | 6 juillet 1941    | Horten    | 11 juillet 1941   | Trondheim | 6 jours  |        |
|       | Kptlt. Eberhard Hoffmann  | 24 juillet 1941   | Trondheim | 28 juillet 1941   | Kirkenes  | 5 jours  |        |
| 1     | Kptlt. Eberhard Hoffmann  | 30 juillet 1941   | Kirkenes  | 12 août 1941      | Kirkenes  | 14 jours | 550    |
| 2     | Kptlt. Eberhard Hoffmann  | 19 août 1941      | Kirkenes  | 12 septembre 1941 | Kirkenes  | 25 jours |        |
|       | Kptlt. Eberhard Hoffmann  | 16 septembre 1941 | Kirkenes  | 26 septembre 1941 | Kiel      | 11 jours |        |
| 3     | Kptlt. Eberhard Hoffmann  | 25 novembre 1941  | Kiel      | 12 décembre 1941  | Lorient   | 18 jours |        |
| 4     | KrvKpt. Eberhard Hoffmann | 15 décembre 1941  | Lorient   | 21 décembre 1941  | Coulé     | 7 jours  |        |
| Total | Total                     | Total             | Total     | Total             | Total     | 88 jours | 550 t  |

Note : Kptlt. = Kapitänleutnant - KrvKpt. = Korvettenkapitän

## Navire coulé
L'Unterseeboot 451 coula 1 navire de guerre de 550 tonneaux au cours des 4 patrouilles qu'il effectua.
| Date         | Nom              | Nationalité      | Tonnage (GRT) | Fait  |
| ------------ | ---------------- | ---------------- | ------------- | ----- |
| 10 août 1941 | Zhemchug (No 27) | Union Soviétique | 550           | Coulé |